# KV34
La KV34 és la tomba del faraó de la dinastia XVIII, Tutmosis III, l'anomenat "Napoleó d'Egipte" i successor d'Hatshepsut. Situada a la vall dels Reis, forma part de la necròpoli de Tebes a Luxor, (Egipte). La KV34 va ser un dels primers hipogeus que es van excavar a la vall a l'antic Egipte, possiblement el segon o el tercer. El primer va ser probablement la KV20, una tomba doble per a Tuthmosis I i la seva filla Hatshepsut.
Tot i que, possiblement, va ser Hatshepsut qui va triar el lloc on hi hauria un dels cementiris més famosos del món, Tuthmosis I va crear el disseny que serviria de model i referència de totes les altres tombes de la vall (des de la dinastia XVIII a la XX).
La mòmia del faraó es va trobar dins del taüt antropomorf original a l'amagatall de Deir el Bahari (TT320), estava molt malmesa i s'havia tornat a embenar durant la dinastia XXI, quan es van traslladar per a protegir-les moltes mòmies reials, d'alts personatges de la cort i de grans sacerdots, a Deir el Bahari i a la tomba KV35.
Avui dia, la tomba està habilitada amb baranes, escales artificials, i un terra de fusta que cobreix la major part de la superfície transitable. Les decoracions de les parets s'han protegit amb uns panells de vidre i se'n controla la humitat, ja que, arran d'unes inundacions el 1998, el grau d'humitat de la tomba ha augmentat considerablement.

## El descobriment

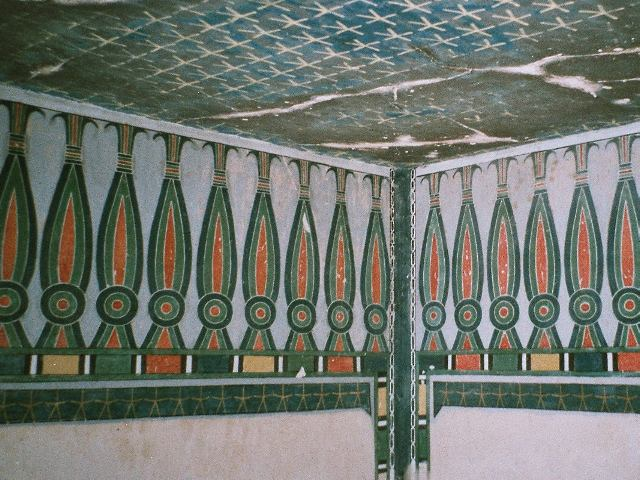
Decoració del pou funerari

Hi ha certa controvèrsia en qui va descobrir la tomba. Sembla que va ser un inspector egipci anomenat Hosni qui la va descobrir el 1898, però va ser l'arqueòleg Victor Loret qui se n'adjudicà el descobriment aquell mateix any. Loret, que dirigia el Service d'Antiquités Egyptienne en aquella època, va ser el primer a excavar-la. La va trobar pràcticament buida, de l'enterrament només en quedava el sarcòfag de granit, buit i una mica deteriorat, amb forma de cartutx reial (igual que la cambra funerària on està col·locat), i les restes d'alguns artefactes funeraris del rei que els lladres es van deixar. També es van trobar dues mòmies, més modernes, que havien estat escorcollades, malmeses i abandonades emmig de la tomba.

## Situació

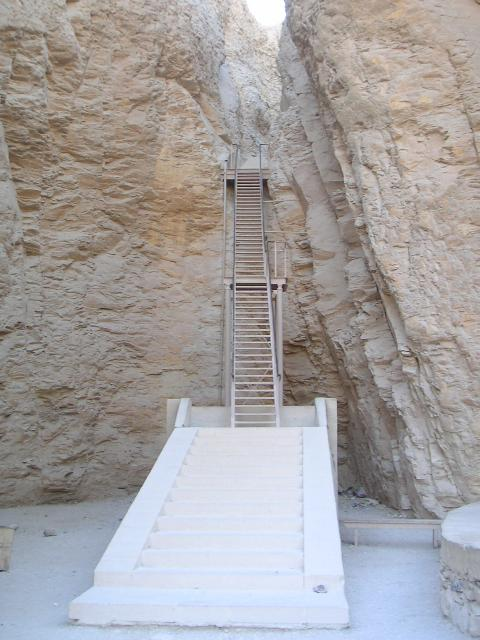
Accés a la tomba des del uadi de la vall

La tomba es va excavar en una paret força vertical i erosionada per l'aigua, al fons d'un petit Uadi que queda a l'extrem sud de la vall dels Reis. Tot i la gran dificultat per a arribar fins allà, la tomba va ser saquejada diverses vegades en l'antiguitat.
Avui dia, s'hi accedeix mitjançant una escala fins a un sortint que fa com de replà, el "replà" es converteix en un petit congost que s'endinsa en la muntanya. Seguint el traçat d'aquest pas, de forma irregular i encaixat entre parets naturals erosionades per l'aigua, s'arriba a l'entrada de la tomba, que és tant o més vertical que l'escala d'accés i que s'enfonsa en la roca.

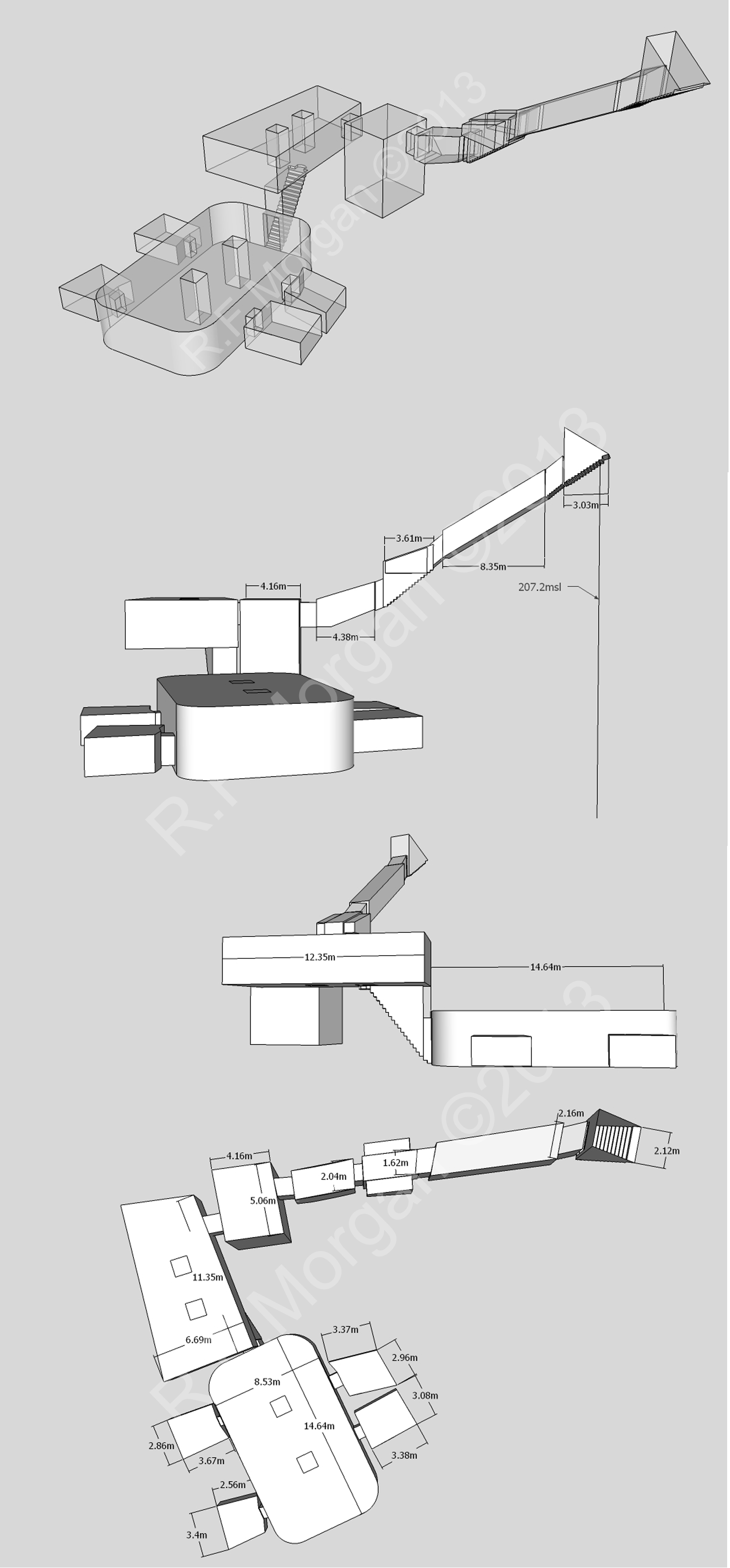
Representació isomètrica, planta i alçat de la KV34

Una mica més amunt de la tomba, sobre l'espadat al sud del congost, podem trobar el camí Blanc que recorrien els treballadors de la vall per anar i venir del seu poble Deir el Medina. En aquest camí, just per sobre de la KV34, queden les restes d'una cabana de pedra que feien servir els vigilants de la vall quan feien guàrdia a finals de l'Imperi nou.

## Descripció

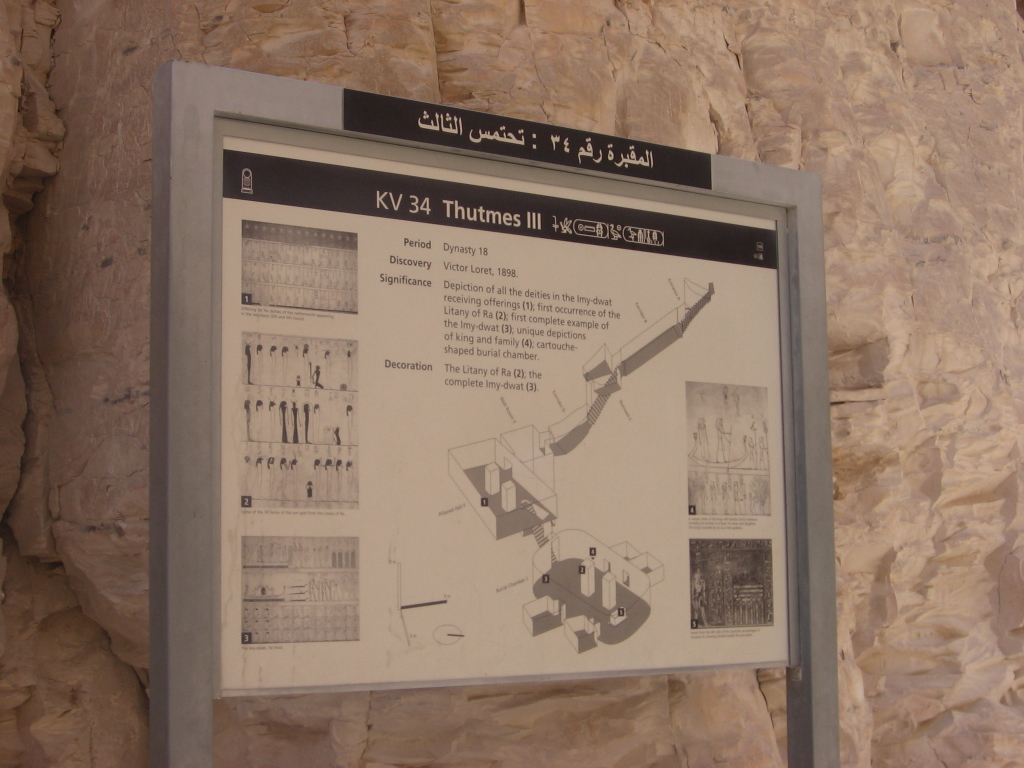
Informació de la tomba. Inclou un plànol i fotografies en blanc i negre

Segons John Romer, un egiptòleg i periodista britànic, la tomba es va construir en nou fases, algunes d'aquestes contemporànies o posteriors a l'enterrament del faraó, ja que no hi cabia tot l'aixovar funerari del rei i la van haver d'ampliar.
S'hi accedeix per un passadís amb escales que mena a un corredor o rampa i aquest a un altre passadís amb escales. En aquestes escales hi ha dos nínxols, un a cada costat, que devien contenir estàtues de guardians o objectes similars (es considera una "avantcambra" o sala 0). D'aquí accedim a un corredor amb una lleugera forma de mitja lluna que desemboca a la primera sala pròpiament dita. Tot aquest primer tram és força vertical i fa una baixada constant en direcció a la primera sala. Entre l'últim corredor i la primera sala trobem un pou funerari. El pou té uns sis metres de fondària i és el primer que es construeix a la vall (encara no se sap ben bé per a què servia). Aquesta sala té una forma trapezoïdal i dos grans pilars al centre, de forma quadrada i situats en línia.
A partir d'aquesta sala, l'angle de construcció de l'hipogeu varia, gira uns 75º cap a l'esquerra, formant una "L", estructura característica de les tombes de la XVIII dinastia. A l'esquerra de l'entrada, des d'una mica més enllà del centre de la sala (al costat esquerre del segon pilar) i fins a la paret del fons apareix una escala descendent, que du a la cambra funerària, que té forma ovalada. Aquesta última sala té dues cambres annexes a cada costat, totes quatre de forma poligonal i irregular; les de l'esquerra recorden un rombe i les de la dreta un quadrat o trapezi. Aquesta sala també té dos pilars amb les mateixes característiques que els de la sala anterior. Al fons, amagat pels pilars, i en un nivell més baix (com en un gran graó inferior) trobem el sarcòfag de granit de Tuthmosis III.
La tomba té una llargada total de 76 metres, i una superfície de 311 metres quadrats.

### La decoració

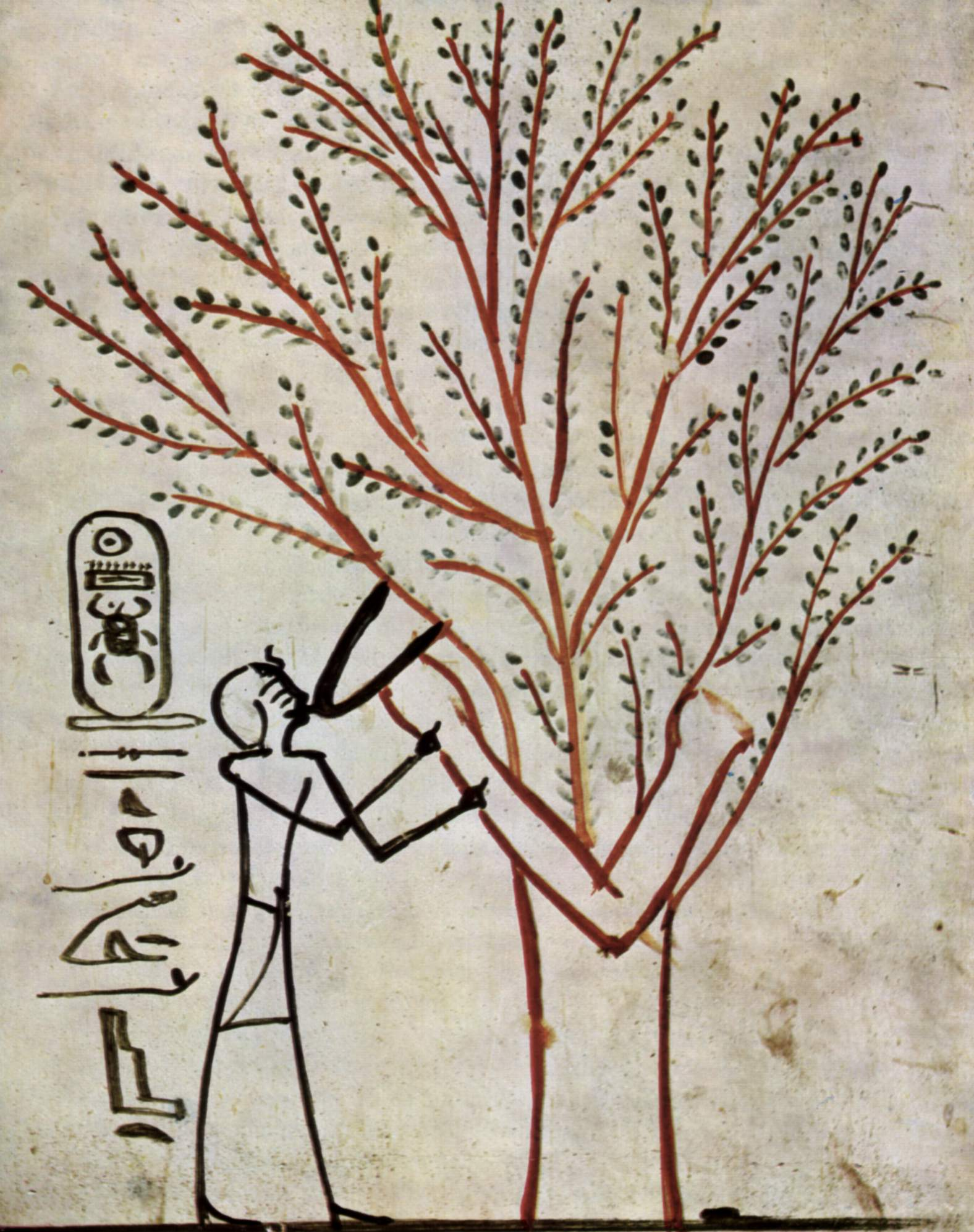
Isis dona de mamar al rei transformada en un sicòmor (Ficus sycomorus). Aquesta escena d'un dels pilars, molt famosa, ha estat reiteradament agredida i malmesa pels visitants

L'estil de la decoració d'aquesta tomba és pràcticament únic a la vall, només trobem una decoració similar a la cambra del sarcòfag de la KV35, la tomba d'Amenofis II, el fill i successor de Tuthmosis III. Els sostres estan pintats amb un blau fosc gairebé negre i estan coberts d'estrelles de cinc puntes. Sota el sostre, a la part més alta de les parets, hi ha una franja decorada amb columnes (en forma de palmera) de colors i sanefes de quadradets i d'estrelles (vegeu fotografia de la decoració del pou funerari), es tracta del fris Kheker, que originalment s'emprava per a decorar la part superior dels murs i que, més tard, va passar a formar part de la decoració de les tombes de la vall. També hi ha una mena de sòcol pintat a la part inferior de les parets, està format per tres franges horitzontals de color rosat, groc i teula, més una quarta franja, molt més ampla i que va fins a terra, de color negre. Les parets de la primera cambra i de la cambra funerària estan pintades de color beix, probablement imitant el color del papir envellit. El beix serveix de base dels escrits i dibuixos que descriuen el viatge del déu Ra per l'inframon de l'Amduat. Els textos i els dibuixos dels personatges estan escrits en negre, mentre que s'utilitzen blaus, vermells, grocs, marfils, marrons i verds per a la decoració. També trobem algunes anotacions i dibuixos en vermell. A la primera sala, la dels pilars, s'empren els ocres per a decorar el fons de la part superior d'una llista de déus, formant una gran franja ocre a sota de les sanefes.
El tret més destacat de totes aquestes decoracions és l'estil despreocupat dels escrits i dels dibuixos: són molt simplificats, esquemàtics, com improvisats o copiats ràpidament amb un traç segur i ferm, seguint les pautes dels papirs escrits en escriptura hieràtica. El format recorda el de les auques o còmics, amb vinyetes, i relatat en franges horitzontals que ocupen tota la paret. Aquestes franges d'escrits i dibuixos estan separades per unes franges horitzontals que fan de terra de les superiors i de sostre de les inferiors. Tot el conjunt intenta mostrar el dinamisme del viatge, retratant-lo de manera que recorda els inicis de l'animació d'imatges, com els fenaquistoscopis, les animacions de Muybridge o els zoòtrops victorians.
Els gravats del sarcòfag són més "tradicionals", recorden les decoracions dels grans temples egipcis, amb jeroglífics molt elaborats. L'escriptura té una orientació vertical, excepte en el cas dels cartutxos superiors, escrits en horitzontal formant una mena de sanefa o sostre. També veiem representacions de divinitats i del faraó, distribuïdes de forma equitativa segons la seva importància i emmarcades pels jeroglífics.
En aquesta tomba trobem la primera versió íntegra de l'Amduat (entre la primera cambra i la cambra funerària) i la primera transcripció de la lletania de Ra (als pilars de la cambra funerària).